# Kanadische Unterhauswahl 1930
- Prog: 3
- UF: 9
- Lib: 90
- Unabh.: 2
- Kons: 134
- Sonst.: 7

Die 17. kanadische Unterhauswahl (englisch 17th Canadian General Election, französisch 17e élection fédérale canadienne) fand am 28. Juli 1930 statt. Gewählt wurden 245 Abgeordnete des kanadischen Unterhauses (engl. House of Commons, frz. Chambre des Communes). Die Konservative Partei von Premierminister Richard Bedford Bennett wurde stärkste Partei und errang die absolute Mehrheit der Sitze, während die von William Lyon Mackenzie King angeführte Liberale Partei nach vier Jahren Regierungszeit wieder in die Opposition musste.

## Die Wahl
Die ersten Auswirkungen der Weltwirtschaftskrise waren bereits deutlich spürbar. Bennett versprach während des Wahlkampfs ein entschlossenes Vorgehen und bezeichnete die liberale Wirtschaftspolitik der 1920er Jahre als eine der Ursachen der wirtschaftlichen Misere. King schien die steigende Arbeitslosigkeit offensichtlich nicht zur Kenntnis zu nehmen and beharrte auf den Standpunkt, Kanadas Wohlstand basiere auf der Wirtschaftspolitik seiner Regierung. Forderungen nach Hilfsmaßnahmen wurden als Teil einer „konservativen Verschwörungstheorie“ bezeichnet und zurückgewiesen.
Verschiedene andere Faktoren spielten ebenfalls eine Rolle bei Kings Niederlage. Die Wahlkampfleitung der Liberalen war wenig effizient und sorgte immer wieder für Negativschlagzeilen. Bennett hingegen präsentierte sich als „Macher“ und investierte einen Teil seines eigenen Vermögens in den Wahlkampf. Es war der erste Wahlkampf, in welchem der Rundfunk eine bedeutende Rolle spielte. Bennett hinterließ bei den Zuhörern einen weitaus lebendigeren und angriffigeren Eindruck als der eher bedächtig wirkende King.
Die Wahlbeteiligung betrug 73,5 %.

## Ergebnisse

### Gesamtergebnis

Übersicht der Provinzen und Territorien

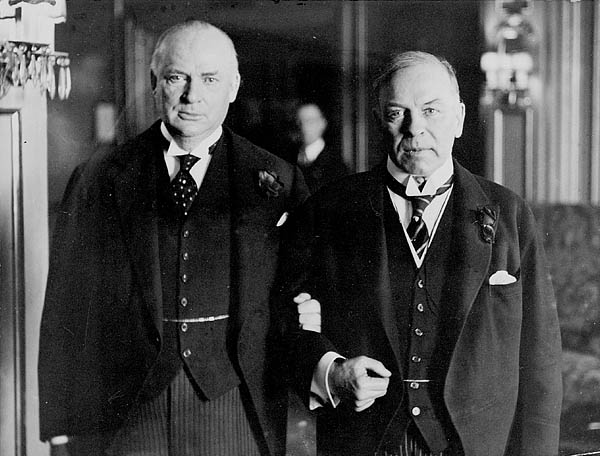
Richard Bedford Bennett (links) und William Lyon Mackenzie King (rechts)

| Partei | Partei                    | Vorsitzender                | Kandi- daten | Sitze 1926 | Sitze 1930 | +/−  | Stimmen   | Wähler- anteil | +/−      |
| ------ | ------------------------- | --------------------------- | ------------ | ---------- | ---------- | ---- | --------- | -------------- | -------- |
|        | Konservative Partei       | Richard Bedford Bennett     | 229          | 091        | 134        | + 43 | 1.863.115 | 47,79 %        | + 2,44 % |
|        | Liberale Partei           | William Lyon Mackenzie King | 226          | 116        | 090        | − 26 | 1.716.798 | 44,03 %        | + 1,13 % |
|        | United Farmers of Alberta |                             | 010          | 011        | 009        | − 02 | 56.968    | 1,46 %         | − 0,41 % |
|        | Progressive Partei        |                             | 005          | 011        | 003        | − 08 | 70.822    | 1,82 %         | − 2,11 % |
|        | Liberal-Progressive       | Robert Forke                | 008          | 008        | 003        | − 05 | 44.822    | 1,15 %         | − 0,79 % |
|        | Labour Party              | James Shaver Woodsworth     | 008          | 004        | 002        | − 02 | 26.548    | 0,68 %         | − 1,03 % |
|        | Unabhängige               |                             | 011          | 002        | 002        |      | 21.608    | 0,55 %         | − 0,24 % |
|        | Progressiv-Konservative   |                             | 002          |            | 001        | + 01 | 15.996    | 0,41 %         | + 0,19 % |
|        | Independent Labour        |                             | 002          |            | 001        | + 01 | 15.988    | 0,41 %         | + 0,41 % |
|        | Unabhängige Liberale      |                             | 008          | 001        |            | − 01 | 14.426    | 0,37 %         | − 0,20 % |
|        | Farmer                    |                             | 005          |            |            |      | 11.999    | 0,31 %         | + 0,31 % |
|        | Unabhängige Konservative  |                             | 006          |            |            | − 01 | 10.360    | 0,27 %         | − 0,04 % |
|        | nicht bekannt             |                             | 002          |            |            |      | 7.441     | 0,19 %         | + 0,19 % |
|        | Liberal-Labour            |                             | 001          |            |            |      | 7.195     | 0,18 %         | + 0,05 % |
|        | Kommunistische Partei     | Tim Buck                    | 006          |            |            |      | 4.557     | 0,12 %         | + 0,12 % |
|        | Labour-Farmer             |                             | 002          |            |            |      | 3.276     | 0,08 %         | + 0,04 % |
|        | Liberale Protektionisten  |                             | 001          |            |            |      | 2.723     | 0,07 %         | + 0,07 % |
|        | Farmer-Labour             |                             | 001          |            |            |      | 2.091     | 0,05 %         | + 0,05 % |
|        | Unabhängige Progressive   |                             | 001          |            |            |      | 1.294     | 0,03 %         | + 0,03 % |
|        | Franc Lib                 |                             | 001          |            |            |      | 429       | 0,01 %         | + 0,01 % |
|        | Prohibitionisten          |                             | 001          |            |            |      | 266       | 0,01 %         | + 0,01 % |
|        | United Farmers of Ontario |                             | 001          | 001        |            | − 01 |           |                |          |
| Gesamt | Gesamt                    | Gesamt                      | 546          | 245        | 245        |      | 3.898.722 | 100,0 %        |          |

### Ergebnis nach Provinzen und Territorien
| Partei      | Partei                    | Partei      | BC   | AB   | SK   | MB   | ON   | QC   | NB   | NS   | PE   | YK   | Gesamt |
| ----------- | ------------------------- | ----------- | ---- | ---- | ---- | ---- | ---- | ---- | ---- | ---- | ---- | ---- | ------ |
|             | Konservative Partei       | Sitze       | 7    | 4    | 6    | 10   | 59   | 24   | 10   | 10   | 3    | 1    | 134    |
|             | Konservative Partei       | Anteil in % | 49,3 | 35,0 | 33,6 | 44,1 | 53,9 | 43,7 | 59,3 | 52,5 | 50,0 | 60,3 | 47,8   |
|             | Liberale Partei           | Sitze       | 5    | 3    | 13   | 1    | 22   | 40   | 1    | 4    | 1    |      | 90     |
|             | Liberale Partei           | Anteil in % | 40,9 | 30,0 | 48,4 | 19,6 | 42,4 | 53,2 | 40,7 | 47,5 | 50,0 | 39,7 | 45,5   |
|             | United Farmers of Alberta | Sitze       |      | 9    |      |      |      |      |      |      |      |      | 9      |
|             | United Farmers of Alberta | Anteil in % |      | 28,4 |      |      |      |      |      |      |      |      | 1,5    |
|             | Progressive Partei        | Sitze       |      |      | 2    |      | 1    |      |      |      |      |      | 3      |
|             | Progressive Partei        | Anteil in % |      | 1,9  | 8,1  | 6,4  | 1,8  |      |      |      |      |      | 1,8    |
|             | Liberal-Progressive       | Sitze       |      |      |      | 3    |      |      |      |      |      |      | 3      |
|             | Liberal-Progressive       | Anteil in % |      |      | 2,1  | 16,2 |      |      |      |      |      |      | 1,2 %  |
|             | Labour Party              | Sitze       |      |      |      | 2    |      |      |      |      |      |      | 2      |
|             | Labour Party              | Anteil in % |      | 3,0  |      | 8,4  | 0,1  |      |      |      |      |      | 0,7    |
|             | Unabhängige               | Sitze       | 1    |      |      |      |      | 1    |      |      |      |      | 2      |
|             | Unabhängige               | Anteil in % | 2,6  |      | 3,5  |      | 0,1  | 0,3  |      |      |      |      | 0,6    |
|             | Progressiv-Konservative   | Sitze       |      |      |      | 1    |      |      |      |      |      |      | 1      |
|             | Progressiv-Konservative   | Anteil in % |      |      |      | 2,7  |      | 1,0  |      |      |      |      | 0,4    |
|             | Independent Labour        | Sitze       | 1    |      |      |      |      |      |      |      |      |      | 1      |
|             | Independent Labour        | Anteil in % | 6,5  |      |      | 0,1  |      |      |      |      |      |      | 0,4    |
|             | Unabhängige Liberale      | Anteil in % |      |      |      | 0,4  |      | 1,3  |      |      |      |      | 0,4    |
|             | Farmer                    | Anteil in % |      |      | 3,6  |      |      |      |      |      |      |      | 0,3    |
|             | Unabhängige Konservative  | Anteil in % |      |      |      | 1,2  | 0,5  | 0,1  |      |      |      |      | 0,3    |
|             | nicht bekannt             | Anteil in % |      |      |      |      | 0,5  |      |      |      |      |      | 0,2    |
|             | Kommunistische Partei     | Anteil in % | 0,4  |      |      | 0,9  | 0,1  |      |      |      |      |      | 0,1    |
|             | Labour-Farmer             | Anteil in % |      | 0,6  |      |      |      |      |      |      |      |      | 0,1    |
|             | Liberale Protektionisten  | Anteil in % |      |      |      |      |      | 0,3  |      |      |      |      | 0,1    |
|             | Farmer-Labour             | Anteil in % |      |      | 0,6  |      |      |      |      |      |      |      | 0,1    |
|             | Unabhängige Progressive   | Anteil in % |      |      |      |      |      | 0,1  |      |      |      |      | < 0,1  |
|             | Franc Lib                 | Anteil in % | 0,2  |      |      |      |      |      |      |      |      |      | < 0,1  |
|             | Prohibitionisten          | Anteil in % | 0,1  |      |      |      |      |      |      |      |      |      | < 0,1  |
| Sitze total | Sitze total               | Sitze total | 14   | 16   | 21   | 17   | 82   | 65   | 11   | 14   | 4    | 1    | 245    |